# Hoedhaarpark
Het Hoedhaarpark, of kortgezegd Hoedhaar, is een park gelegen in het centrum van de Belgische stad Lokeren. Door het park stroomt een heraangelegd stuk van de Vondelbeek.

## Toponymie
De naam van het park is origineel afkomstig van de Hoedhaarfabriek die vroeger op het terrein aanwezig was.

## Geschiedenis
Op het einde van de negentiende eeuw werd een haarsnijderij gebouwd en geopend op het Hoedhaarterrein. Lokeren stond namelijk toen bekend om zijn hoeden die internationaal gedistribueerd werden.
In de jaren 1970 werd de fabriek gesloten. Het gebouw stond dus leeg voor 40 jaar, en was een populaire urbex-locatie voor urban explorers.
In 2009 besloot het stadsbestuur het Hoedhaarterrein aan te pakken door er een park van te maken. In het park staat ook een reeks rijhuizen aan de Hoedenmakerstraat in een fabrieksstijl met zaagtanddaken, herinnerend aan de originele functie van het terrein.